# Руденко, Павел Зиновьевич
Павел Зиновьевич Руденко (1911 год, Полтавка, Омская губерния — дата и место смерти не известны) — старший механик Джамбулской МТС Джамбулской области. Герой Социалистического Труда (1948).

## Биография
Родился в 1911 году в крестьянской семье в селе Полтавка Омской губернии (сегодня — Полтавский район Омской области). В 1933 году переехал в Казахскую ССР, где устроился на работу слесарем в городе Джамбул. В 1936 году окончил школу механизации в Чимкенте, Джамбулская область. Работал механиком на Свердловской МТС. После реорганизации в 1939 году Свердловской МТС, которая стала наименоваться Джамбулской МТС, назначен управляющим машинно-тракторного отделения. В 1947 году назначен старшим механиком. Отвечал за организаторскую работу Джамбулской МТС, контролировал ремонт техники и готовил её к эксплуатации в соответствии с установленными годовыми планами работы.
В 1947 году Джамбулская МТС досрочно выполнила план работы, собрав в среднем по 496,4 центнеров сахарной свеклы с каждого гектара вместо запланированных 328 центнеров. За эти выдающиеся достижения в трудовой деятельности был удостоен в 1948 году звания Героя Социалистического Труда.

## Награды
- Герой Социалистического Труда — указом Президиума Верховного Совета СССР от 28 марта 1948 года
- Орден Ленина